# تتراکونش

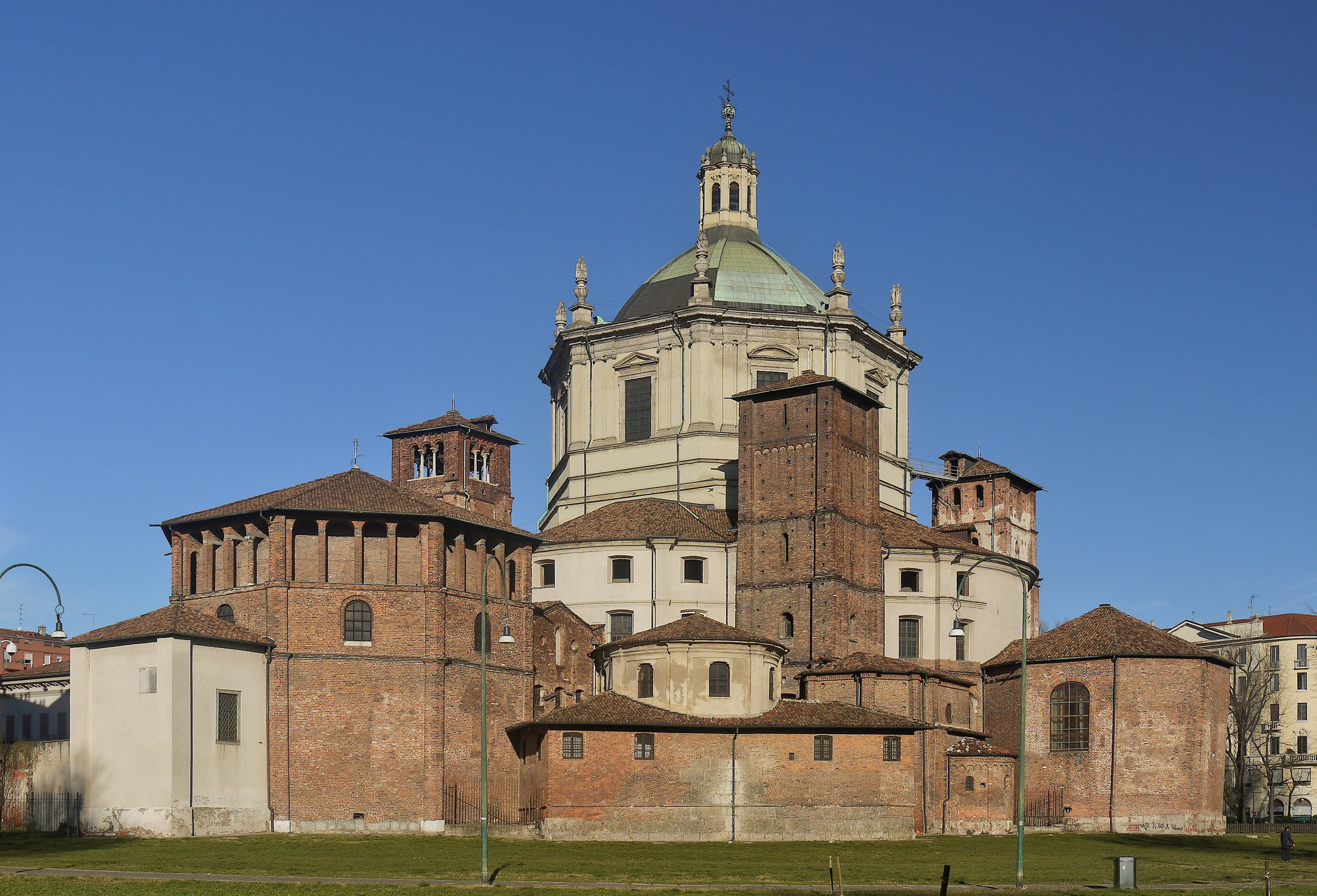
بازيليك سان لورينزو بميلانو

تتراكونش، من اليونانية لـ «أربع زوایا»، هو مبنى عادة ما تكون كنيسة أو مبنى ديني آخر، بأربعة أبراج في أربعة اتجاهات مختلفة، وعادة ما تكون متساوية في الحجم. وبالتالي فإن المخطط الأرضي الأساسي للمبنى هو بشکل صليب يوناني. هم الأكثر شيوعًا في البيزنطية والمدارس ذات الصلة مثل العمارة الأرمنية والجورجية. يقال إن مثل هذه المباني قد شُيدت في هذه المناطق أو في سوريا، وهي محل نزاع بين البلدين في القوقاز.

## ملخص
ربما تكون بازيليك سان لورينزو، ميلان (370) أول مثال لنوع أكبر، «رباعي الممرات» مع متنقل خارجي. 

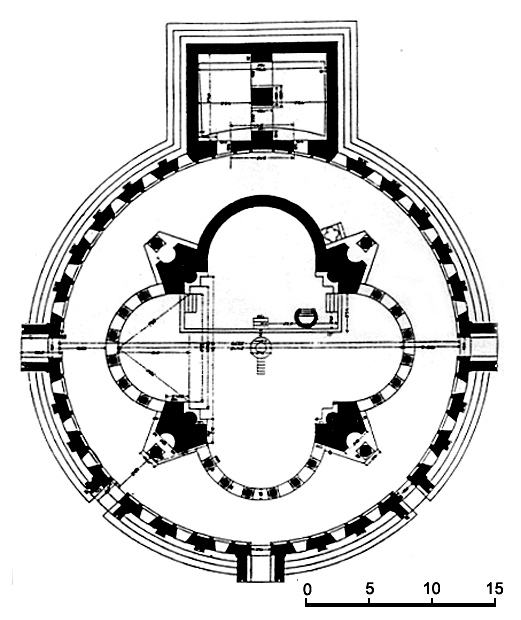
مخطط كاتدرائية زفارتنوتس  [لغات أخرى]‏، أرمينيا
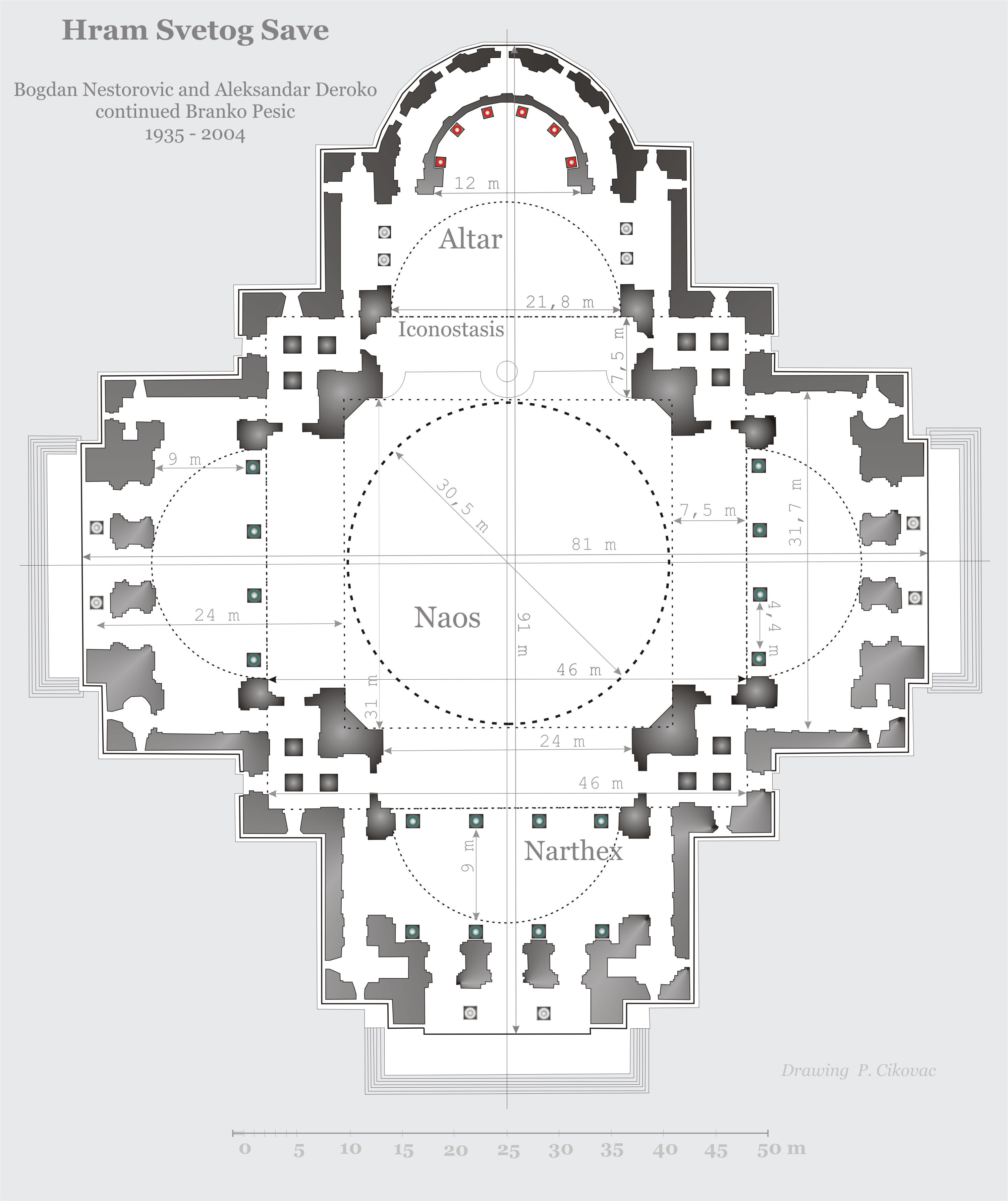
مخطط الأرضية لسانت سافا ، بلغراد
خطة برامانتي للقديس بطرس 1503–06

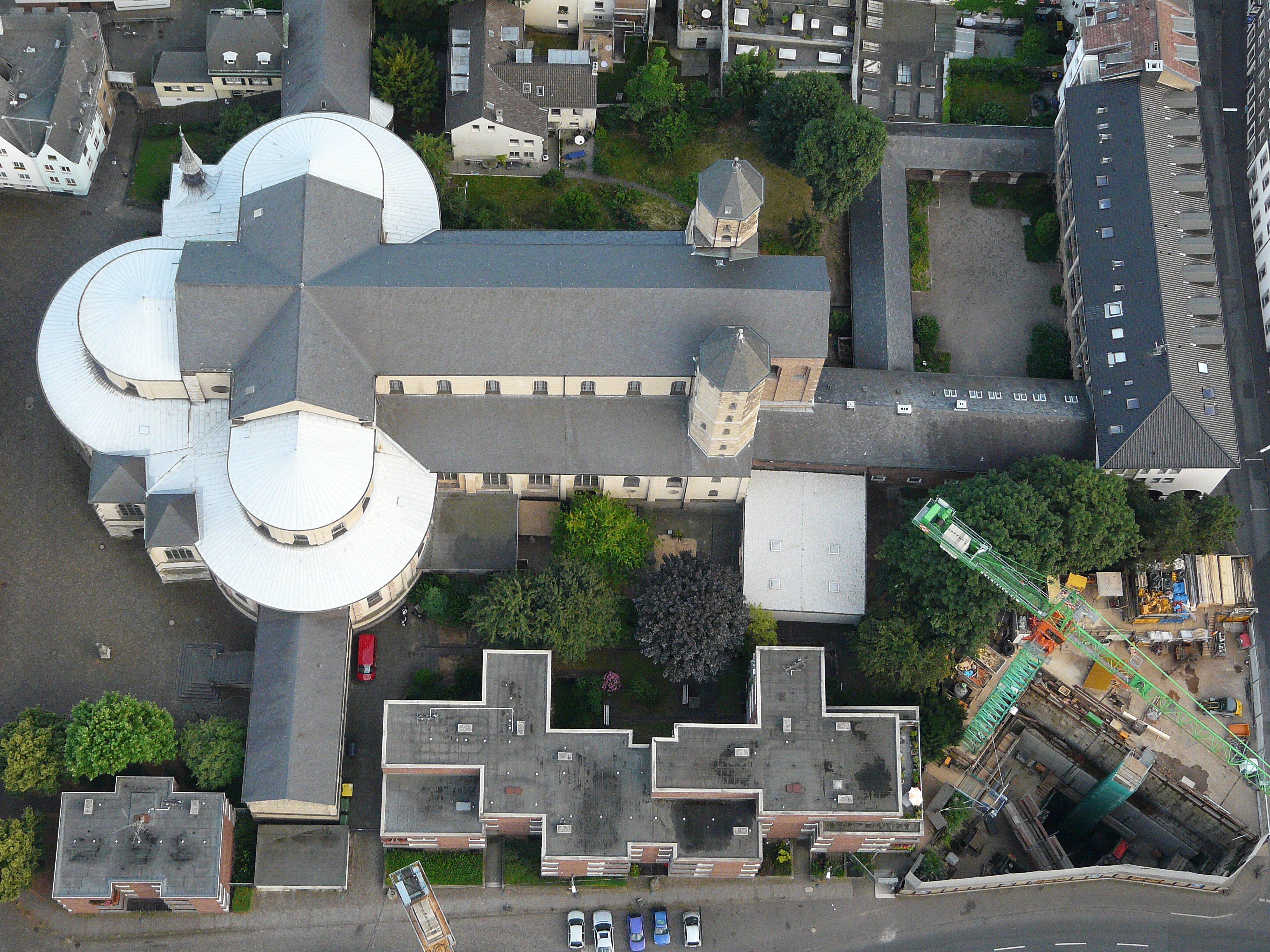
منظر جوي لسانكت ماريا إم كابيتول ، كولونيا

## وصلات خارجية
- نموذج نسخة محفوظة 14 مارس 2012 على موقع واي باك مشين. رسومي لكنيسة تيتراكونش بسيطة أرمنية من القرن السابع.